# Gabriel Santana Pinto
Gabriel Santana Pinto (* 6. Januar 1990 in Salvador) ist ein brasilianischer Fußballspieler. Der Rechtsfuß wird vorwiegend im offensiven Mittelfeld eingesetzt.

## Karriere
Gabriel begann seine Laufbahn in der Jugendabteilung vom EC Bahia. Bei diesem schaffte der Spieler 2011 auch den Sprung in den Profikader. Am 13. Mai bestritt er in der Copa do Brasil sein erstes Spiel. Gegen den São Domingos FC wurde er in der 70. Minute eingewechselt. Sein erstes Spiel in der Série A bestritt Gabriel am 22. Mai 2011 gegen den América Mineiro. Das erste Profitor erzielte er in der Staatsmeisterschaft von Bahia am 8. Februar 2012 gegen ECPP Vitória da Conquista. Auf internationaler Klubebene gab er sein Debüt in der Copa Sudamericana 2012. In dem Wettbewerb spielte er am 22. August gegen den FC São Paulo.
Zu Beginn der Saison 2013 wechselte Gabriel zum CR Flamengo. Sein erstes Spiel für FLA bestritt Gabriel am 23. Februar 2013 in der Staatsmeisterschaft von Rio de Janeiro. Im selben Wettbewerb gelang Gabriel der erste Treffer für FLA. Im Spiel gegen Audax Rio de Janeiro am 3. März 2013 traf er in der 51. Minute zum zwischenzeitlichen 1:1 (Endstand-1:2). Gleich in seiner ersten Saison konnte er mit dem Klub den nationalen Pokal holen. Gabriel kam dabei in sieben Spielen zum Einsatz. Ein Tor gelang ihm dabei nicht. Am 22. März 2015 bestritt er für den Klub sein 100. Spiel. Zur Saison 2018 wurde Gabriel an Sport Recife ausgeliehen. Am Ende des Leihgeschäftes kehrte Gabriel nicht zu Flamengo zurück. Er wurde bis zum Auslaufen seines Kontraktes mit FLA im Dezember 2019 nach Japan an Kashiwa Reysol ausgeliehen. Mit diesem trat er in der Saison in 22 Spielen (ein Tor) für Kashiwa Reysol an. Im Zuge des Titelgewinns in der J2 League bestritt Gabriel 16 Spiele (ein Tor). Sein Debüt für den Klub und in der Liga gab Gabriel am 23. Februar 2019, dem ersten Spieltag der Saison 2019, im Auswärtsspiel gegen Renofa Yamaguchi FC. In dem Treffen stand er bereits in der Startelf. Seinen einzigen Treffer für den Klub erzielte er am achten Spieltag. Auswärts gegen den FC Ryūkyū, am 6. April 2019, traf er in der 3. Minute zum 1:0 (Endstand–1:1).
Nachdem Gabriels Vertrag mit Flamemgo und Kashiwa am 31. Dezember 2019 endete, wechselte er zurück in seine Heimat, wo er ablösefrei bei Coritiba FC unterzeichnete. Der Vertrag erhielt eine Laufzeit bis Ende des Jahres. Ende November des Jahres verließ Gabriel den Klub vorzeitig. Er unterzeichnete bei CS Alagoano. Mit diesem konnte Gabriel 2021 die Staatsmeisterschaft von Alagoas gewinnen.
Im Dezember 2022 gab der Mirassol FC bekannt, Gabriel für die Saison 2023 verpflichtet zu haben. Als Aufsteiger aus der Série C 2022 erreichte Mirassol in der Série B 2023 einen beachtlichen sechsten Platz, mit nur einem Punkt Rückstand auf einen Aufstiegsplatz. Gabriel bestritt in der Liga 36 von 38 möglichen Spielen und erzielte dabei sechs Tore. Hinzu kamen 14 Einsätze, ein Tor, in der Staatsmeisterschaft von São Paulo. In der Série B 2024 erreichte der Klub den zweiten Platz und damit erstmals die Qualifikation für die Teilnahme an der obersten Spielklasse Brasiliens. Gabriel bestritt dabei 34 von 38 möglichen Einsätzen, davon 33 in der Startelf (drei Tore).

## Erfolge
Bahia
- Staatsmeisterschaft von Bahia: 2012

Flamengo
- Copa do Brasil: 2013
- Staatsmeisterschaft von Rio de Janeiro: 2014, 2017

Sport Recife
- Taça Ariano Suassuna: 2018

Kashiwa Reysol
- J2 League: 2019

CSA
- Staatsmeisterschaft von Alagoas: 2021